# 윌 티아오
윌 티아오(Will Tiao, 1973년 10월 31일 ~ )는 미국의 배우, 연극 배우, 텔레비전 배우이다.
맨해튼에서 태어났다.

## 영화
- 포모서 비트레이드 (2009년)
- 더 써드 네일 (2007년)
- 스타벅스 스토리(A Starbucks Story, 2005년) - 단편 영화